# اوسیمیناس

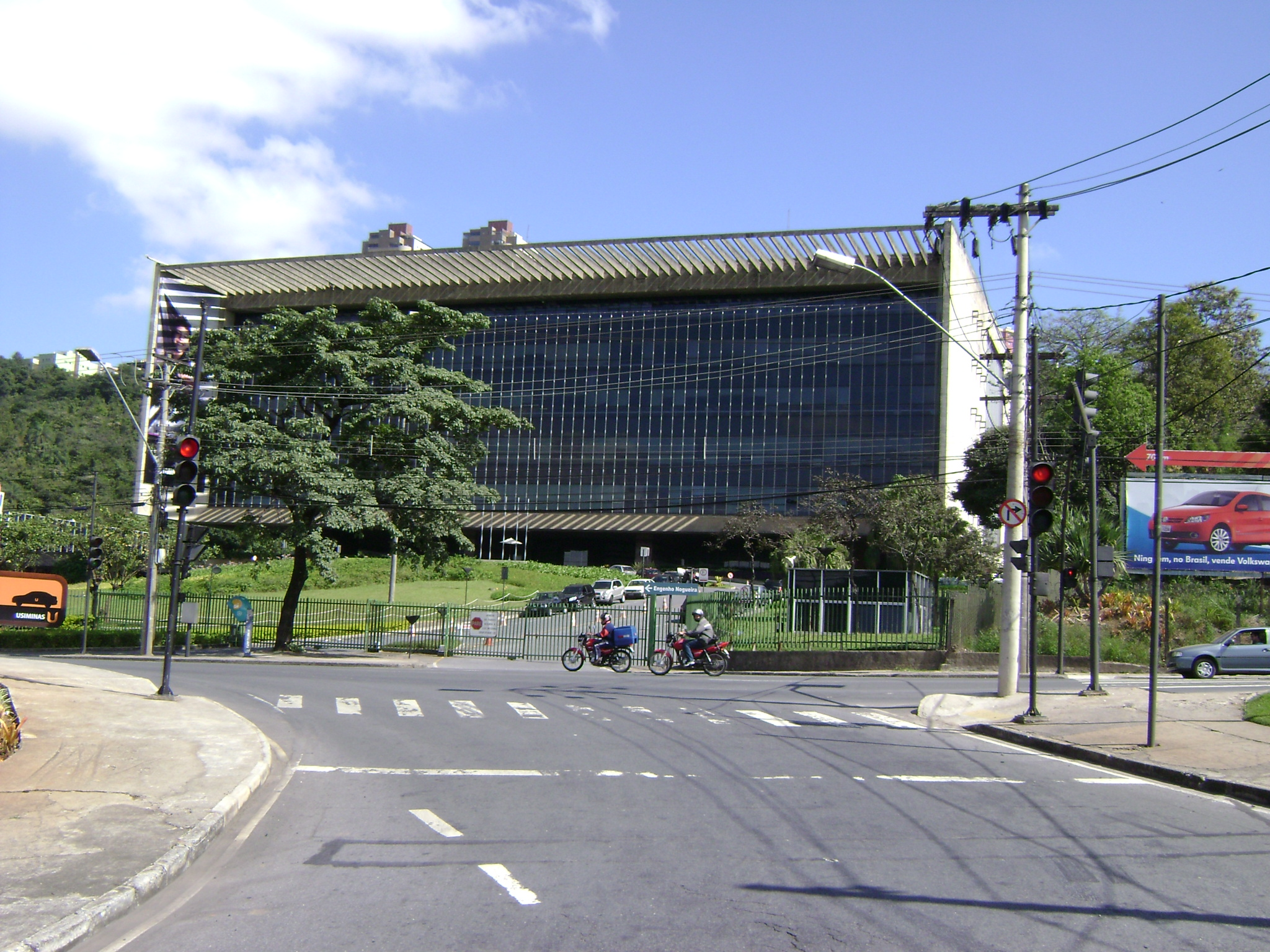
ساختمان مرکزی اوسیمیناس دربلو هوریزونته

اوسیمیناس (به پرتغالی: Usiminas) شرکت استخراج معادن و فلزات برزیلی است، که با ظرفیت نصب‌شده‌ای معادل ۹٫۵ میلیون متر تُن در سال، بزرگترین تولیدکننده فولاد در قاره آمریکا می‌باشد.
شرکت اوسیمیناس در سال ۱۹۵۶ تأسیس شد و در حال حاضر هر ساله معادل ۲۸٪ درصد از مجموع کل فولاد صادر شده از برزیل را، تولید می‌نماید. این شرکت همچنین ۱۴٫۲٪ درصد از سهام شرکت آرژانتینی-ایتالیایی ترنیوم را در اختیار دارد.
دفتر مرکزی این شرکت در شهر بلو هوریزونته، برزیل قرار دارد و بخشی از سهام آن در بازارهای بورس مادرید و بورس سائوپائولو دادوستد می‌شود.